# Зебраста зеба
Зебраста зеба (лат. Taeniopygia guttata, раније Poephila guttata), је птица која настањује централне делове Аустралије, лети преко већег дела континента, избегавајући само хладне и влажне јужне делове континента и неке тропске области на крајњем северу Аустралије. Може се наћи и у Индонезији и Источном Тимору. Птица је пренета у Порторико и Португалију.

## Станиште
Зебрасте зебе насељавају ливаде и шуме у близини воде. Обично бораве у пределима нижих надморских висина, на степама у грмовима и на дрвећу. 

## Карактеристике и исхрана
Животни век зебрастих зеби доста варира због генетских и еколошких фактора. У природном окружењу може да доживи 5 година, док у заточеништву оне обично живе од 5 до 9 година, али доста њих доживи и до 12 година. Највећу претњу за зебрасте зебе представљају домаће мачке и губитак природне хране. Као и већина других зеба, зебрасте зебе углавном једу семе, за које су њихови кљунови прилагођени. Могу се хранити и пшеницом, исецканим јабукама, салатом, као и просом. Зебрасте зебе нису прождрљиве птице, већ једу умерено. У заточеништву морају имати сталан приступ свежој храни и води. Мужјаци и женке су веома слични по величини, али се лако могу разликовати једни од других. Мужјаци по правилу, имају светло наранџасто перје, црвени кљун (за разлику од наранџастог кљуна женке), и по правилу, светлије црно-беле шаре. Кљун је понекад једини начин да се утврди пол зебрастих зеба. Број јаја креће се од два до седам, а најчешће их буде пет. У заробљеништву могу да излегну више од седам јаја.